# Speculatieve fictie
Speculatieve fictie is een fictiegenre dat meestal draait om werelden die (sterk) verschillen van de echte wereld in een groot aantal opzichten. Het genre overlapt vaak andere genres als sciencefiction (in die context wordt het ook wel “speculatieve sciencefiction” genoemd), fantasy, horror, bovennatuurlijk, superheld, utopie en dystopiefictie, apocalyptische en post-apocalyptische fictie en alternatieve geschiedenis.
De term wordt in deze zin gebruikt door onder anderen critici en enkele lezers en schrijvers van deze genres.

## Geschiedenis
De term wordt vaak toegeschreven aan Robert A. Heinlein. Hij gebruikte de term voor het eerst in het nummer van The Saturday Evening Post van februari 1947. Hierin gebruikte hij de term als synoniem van sciencefiction. In een later nummer omschreef hij dat hij met de term niet het fantasygenre bedoelde. Of Heinleich de term zelf heeft bedacht wordt betwijfeld, daar de term ook al opduikt in oudere citaten zoals in Lippincott's Monthly Magazine in 1889.
Het gebruik van de term speculatieve fictie om onvrede over de traditionele of establishment-versie van sciencefiction aan te duiden werd vooral populair in de jaren 60 van de 20e eeuw. Onder anderen Judith Merril droeg hieraan bij. De term raakte in deze context in onbruik halverwege de jaren 70 van de 20e eeuw. De Internet Speculative Fiction Database bevat een uitgebreide lijst van subtypes van het genre.
In de vroege 21e eeuw is de term meer in gebruik geraakt als collectieve benaming voor een groot aantal genres. De term wordt nog wel gebruikt door mensen die het oneens zijn over de bekende richtlijnen en beperkingen van bijvoorbeeld sciencefiction en fantasy, en om de conventies van deze genres te kunnen doorbreken.